# Патрик Гротерс
Патрик Гротерс (хол. Patrick Groters; Бока Ратон, 28. јануар 1999) арубански је пливач чија специјалност су трке мешовитим и леђним стилом.

## Спортска каријера
Гротерс је дебитовао на међународној сцени на светском првенству у малим базенима у катарској Дохи 2014, а годину дана касније по први пут је наступио и на светском јуниорском првенству у Сингапуру. Први значајнији успех на међународној сцени остварио је на првенству Кариба у Насауу 2016. где је освојио златне медаље у тркама на 200 и 400 метара мешовито.
Први наступ на светским првенствима у великим базенима имао је у Квангџуу 2019. где је наступио у две дисциплине. У трци на 200 мешовито заузео је 48. место у квалификацијама, док је у трци на 200 леђно био на 41. позицији.
Први значајнији успех у каријери остварио је на Панамеричким играма 2019. у Лими где је освојио два осма места у финалима трка на 200 мешовито и 200 леђно.